# Saint-Joseph-de-Sorel
Saint-Joseph-de-Sorel es una localidad con el estatus de ciudad en la provincia de Quebec, Canadá. Está ubicada en el municipio regional de condado de Pierre-De Saurel y a su vez, en la región de Montérégie-Est en Montérégie. Hace parte de las circunscripciones electorales de Richelieu a nivel provincial y de Richelieu a nivel federal.

## Geografía
Saint-Joseph-de-Sorel se encuentra ubicada en las coordenadas 46°02′00″N 73°07′00″O / 46.03333, -73.11667. Según Statistique Canada, tiene una superficie total de 1,38 km² y es una de las 1135 municipalidades en las que está dividido administrativamente el territorio de la provincia de Quebec.

## Demografía
Según el censo de Canadá de 2011, había 1677 personas residiendo en esta localidad con una densidad de población de 1216,8 hab./km². Los datos del censo mostraron que de las 1686 personas censadas en 2006, en 2011 hubo una disminución poblacional de 9 habitantes (-0,5%). El número total de inmuebles particulares resultó de 941 con una densidad de 681,88 inmuebles por km². El número total de viviendas particulares que se encontraban ocupadas por residentes habituales fue de 851.